# Mostów
Mostów – wieś sołecka w Polsce położona w województwie mazowieckim, w powiecie łosickim, w gminie Huszlew.
| SIMC    | Nazwa  | Rodzaj    |
| ------- | ------ | --------- |
| 0012658 | Krawce | część wsi |

Mostów leży między Międzyrzecem Podlaskim a Łosicami, przy drodze krajowej nr 19 Lublin – Białystok.
W latach 1954–1959 wieś należała i była siedzibą władz gromady Mostów, po jej zniesieniu w gromadzie Krzywośnity. W latach 1975–1998 miejscowość administracyjnie należała do województwa bialskopodlaskiego.
Kiedyś wieś nosiła nazwę Prosnów.
W Mostowie znajduje się wybudowany w 1937 r. w stylu późnobarokowym rzymskokatolicki kościół parafialny pw. Matki Bożej Anielskiej. Obok kościoła wzniesiono w 1920 r. drewnianą plebanię. Obiekt wpisany jest do rejestru zabytków nieruchomych.

We wsi znajduje się także remiza, cmentarz oraz 2 szkoły.